# Xã Tyrone, Quận Perry, Pennsylvania
Xã Tyrone (tiếng Anh: Tyrone Township) là một xã thuộc quận Perry, tiểu bang Pennsylvania, Hoa Kỳ. Năm 2010, dân số của xã này là 2.124 người.